# Nordanstigs kommunvapen

Bild av Nordanstigs kommunvapen.

Nordanstigs kommunvapen innehåller en häst som symboliserar kommunens inland som tidigare präglades av skogsbruk och jordbruksbygd. Fisknätet symboliserar kusten och fiskenäringen och de sex maskorna i nätet symboliserar de socknar som ingår i kommunen: Hassela, Bergsjö, Ilsbo, Gnarp, Jättendal och Harmånger.
Den version av vapnet som kommunen använder ritades i början av 1980-talet av Paul Persson från Jättendal.

## Blasonering
Blasonering: Sköld delad av silver, vari en gående hälsingehäst i svart, och blått, vari ett av vågskuror bildat fisknät i silver med sex fullständiga maskor.

## Vapen för tidigare kommuner inom den nuvarande kommunen
Jättendal och Ilsbo förde inga vapen.

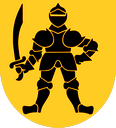
Bergsjö landskommun (1966-1970) Bergsjö kommun (1971-1973)
Gnarps landskommun (1950-1970) Gnarps kommun (1971-1973)
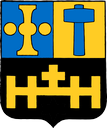
Harmångers landskommun (1967-1970) Harmångers kommun (1971-1973)
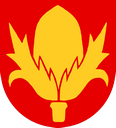
Hassela landskommun (1964-1970) Hassela kommun (1971-1973)